# Toqi Telpak Furushon

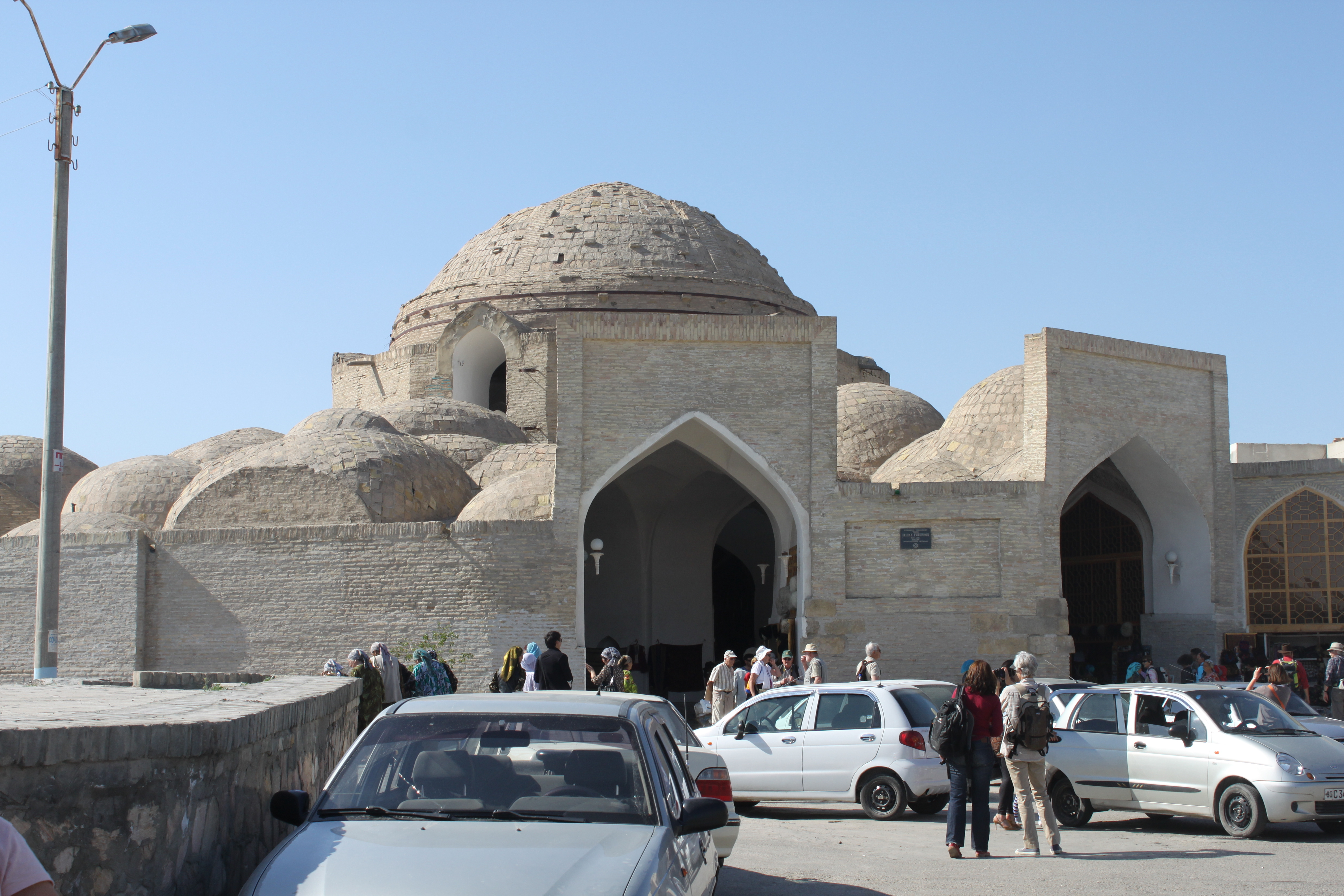
Toqi Telpak Furushon, 2012

Der Toqi Telpak Furushon („Kuppelbasar der Mützenverkäufer“) ist ein Basargebäude in der usbekischen Stadt Buchara (usbekisch Buxoro).

## Lage
Der Basar liegt im historischen Zentrum von Buxoro etwa 300 Meter südlich des Toqi Zargaron an einer Stelle, an der fünf Straßen aufeinandertreffen. Etwa 10 Meter westlich liegt die Magʻoki-Kurpa-Moschee, etwa 10 Meter südlich die Magʻoki-Kurpa-Moschee.

## Geschichte
Der Toqi Telpak Furushon wurde Ende des 16. Jahrhunderts errichtet. Ursprünglich wurden dort Bücher angeboten, daher hatte der Basar auch den Namen Toqi Kitob (usbekisch kitob = Buch). Allmählich wurden die Bücherstände durch Werkstätten und Läden der Mützenverkäufer ersetzt. Turbane, Fellmutzen und kleine mit Gold- und Seidenfäden oder Glasperlen bestickte Kappen wurden dort hergestellt und zum Verkauf angeboten. Auch wenn es diese Waren weiterhin dort gibt, werden mittlerweile überwiegend Teppiche, Juwelen, Messer, Musikinstrumente und andere Reiseandenken angeboten.

## Beschreibung
Der Kuppelbasar ist über einem sechseckigen Grundriss errichtet und misst im Durchmesser etwa 40 Meter. Die große zentrale Kuppel hat einen Durchmesser von 38 Meter und ruht auf einem Tambour, durch dessen Spitzbogenfenster Licht in den Basar fällt. Sie ist von kleineren Kuppeln umgeben.

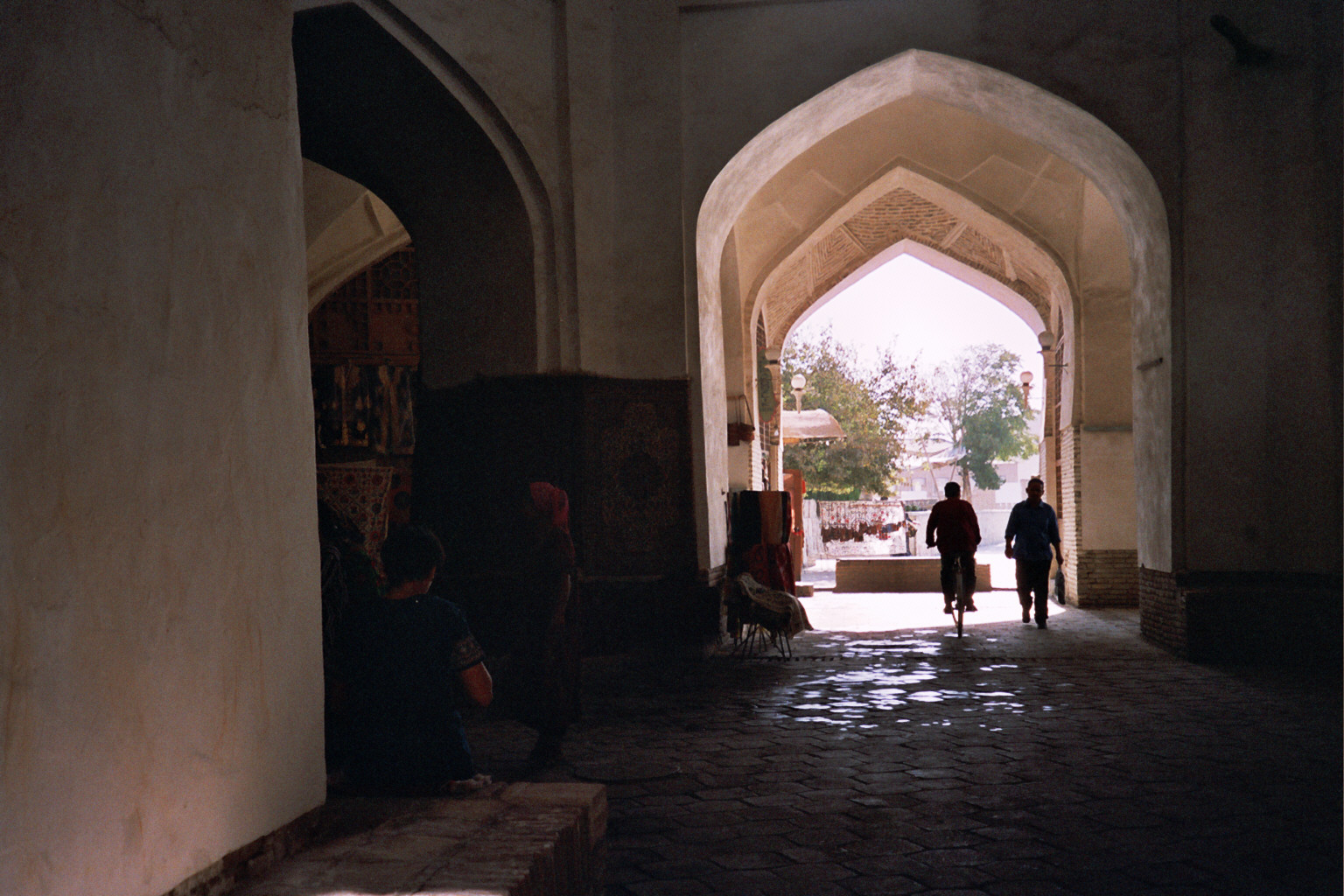
Inneres
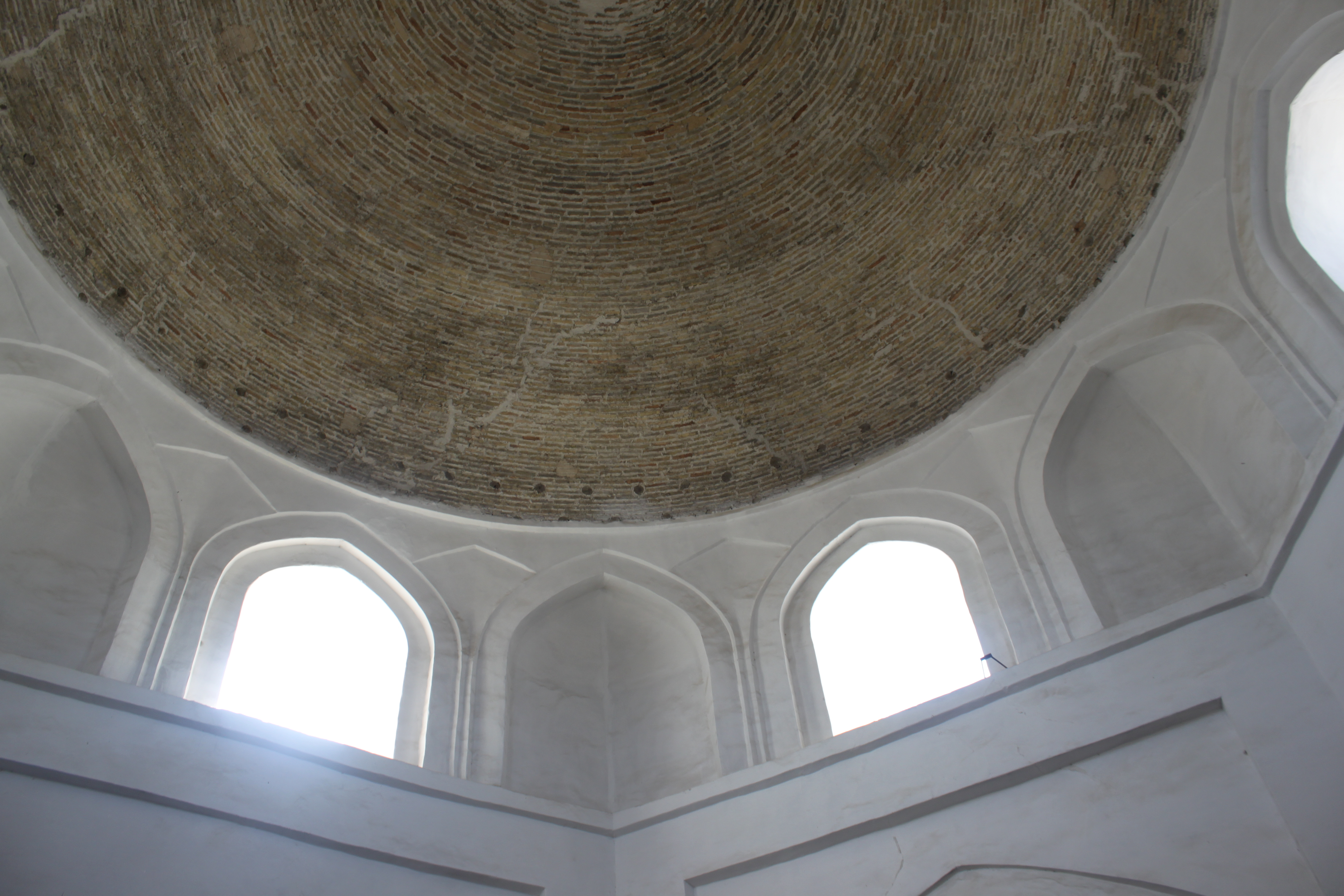
Hauptkuppel